# 6時のおやつ
6時のおやつは、かつて株式会社BitStarのクリエイターたちゲーム実況者グループが運営していたYouTubeチャンネルとその運営組織。

## 概要
メンバーは からつけあっきぃ、ぷりっつ、なーな、かあいいちゃんの4人。
こうたろうや、すけまるもメンバーだったが、将来の仕事等のため現在は脱退している。
今すけまるは、師匠のぷりっつとの動画の撮影を再開した。
主に、『スプラトゥーン』や『フォートナイト』、さらには『マインクラフト』などのゲーム実況をしているチャンネル。
グループの結成報告動画が投稿されたのは2020年5月3日。その日にチャンネル初の動画が投稿。
タイトルは「【初投稿】6時のおやつメンバー6人で遊園地に行きました【フォートナイト】」。
2021年年7月には、オリジナル楽曲「おやつじかけの☆ワンダーランド」でアーティストデビューを果たした。
2021年10月には、2曲目となるオリジナル楽曲「Dessert」を発表。
2021年12月には、6時のおやつとして初のイベント「【年末】6時のおやつがイベント盛り上げてみた！【ろくもり】」が開催された。
また、メンバーのからつけあっきぃがプロデュースする、munimとコラボしたbaseショップ6unimでグッズも販売している。
2022年1月20日に、メンバーのかあいいちゃんとからつけあっきぃの間でのトラブルがあったとして、6時のおやつは解散と6時のおやつ公式Twitter（現X）アカウントにて発表された。
メンバーそれぞれのTwitter（現X）アカウントでも思いが綴られている。

## メンバー
| 名前             | 生年月日       | 身長  | 血液型 | 出身地       | 備考  |
| ---------------- | -------------- | ----- | ------ | ------------ | ----- |
| からつけあっきぃ | 1996年4月12日  | 178cm | A型    | 東京都       | [ 6 ] |
| なーな           | 2004年12月29日 | 155cm | O型    | 不明（九州） | [ 7 ] |
| ぷりっつ         | 1999年1月6日   | 173cm | A型    | 兵庫県       | [ 8 ] |
| かあいいちゃん   | 7月18日        | 160cm | AB型   | 広島県       | [ 9 ] |

## 沿革
- 2020年
  - 5月3日　チャンネル初の動画が投稿。
  - 12月27日 すけまるが脱退。
- 2021年
  - 1月14日 こうたろうが脱退。
  - 6月8日　初の歌ってみたを投稿。歌った曲はすとぷりの「スキスキ星人」。
  - 7月29日　24時間生放送リレーを開催。
  - 7月30日　オリジナル楽曲「おやつじかけの☆ワンダーランド」を発表。
  - 7月31日　ネット販売サイト「munim」と6時のおやつがコラボしたサイト「6unim」がオープン。
  - 7月31日〜8月31日　渋谷MODIにポップアップショップが登場。
  - 10月23日 2曲目となるオリジナル楽曲「Dessert」を発表。
  - 12月4日　ネット販売サイト「6時のおかしな駄菓子屋さん」がオープン。
  - 12月27日　6時のおやつワンマンライブ「ろくもり」が開催された（投稿された最後の動画である）。※投稿日を踏まえて
- 2022年
  - 1月20日 メンバーでかあいいちゃんとあっきぃの間のトラブルを理由に6時のおやつは解散。（一緒にあっきぃ、ぷりっつ、そらびびのグループこの城も解散）
  - 1月21日〜1月23日　ピエリ守山にポップアップショップが登場。
  - 3月12日 すけまるが復活
  - 8月 6時のおやつ解散後、ぷりっつとあっきぃは、ちぐさ・けちゃ・あっと・まぜ太とともに、AMPTAK✕COLORSというグループを組み活動開始。